# Fidel Kuen
Fidel Kuen (* 1803 in Kürzell; † 15. November 1878 in Lahr) war ein deutscher Verwaltungsbeamter.

## Leben
Fidel Kuen studierte Rechtswissenschaften an der Albert-Ludwigs-Universität Freiburg. Er wurde Mitglied des Corps Rhenania Freiburg und 1825 des Corps Alemannia Freiburg. 1828 wurde er Rechtspraktikant und 1836 Assessor beim Bezirksamt Schwetzingen. 1840 kam er als Amtmann zum Oberamt Rastatt. 1841 wurde er zum Amtsvorstand des Bezirksamts Boxberg und 1843 des Bezirksamts Müllheim ernannt. 1844 wurde er zum Oberamtmann befördert. 1848 erhielt er die Ernennung zum Amtsvorstand des Bezirksamts Philippsburg, verblieb aber in Müllheim. Im folgenden Jahr wurde er Amtsvorstand des Bezirksamts Ladenburg, wo er 1858 in den Ruhestand versetzt wurde.